# روبات (خرم‌آباد)
روبات یک منطقهٔ مسکونی در ایران است که در دهستان تنگ هفت واقع شده‌است.